# The Last Five Years (filme)
The Last Five Years é um filme musical americano de comédia dramática de 2014. É estralado por Anna Kendrick e Jeremy Jordan , no papel do casal Cathy Hiatt e Jamie Wellerstein. Baseado no musical homônimo de Jason Robert Brown, o filme foi escrito e dirigido por Richard LaGravenese.
Apresenta sua relação fora de ordem cronológica, em uma narrativa não linear. As canções de Cathy começam depois que eles se separaram e retrocedem no tempo até o início do namoro, enquanto as canções de Jamie começam quando eles se conheceram e prosseguem com seu casamento em ruínas.
O filme estreou em 7 de setembro de 2014, na seção de apresentações especiais do Festival Internacional de Cinema de Toronto de 2014. O filme foi lançado em cinemas selecionados e em vídeo sob demanda em 13 de fevereiro de 2015.